# CTLGroup
CTLGroup — инженерная, архитектурная и материаловедческая фирма, предоставляющая инженерные, испытательные и научные услуги на следующих рынках: строительство и оборудование, неотложные решения, энергетические ресурсы, судебные разбирательства и страхование, материалы и продукты, транспорт. Штат составляют профессионалы в области гражданского строительства, машиностроения, архитектуры, геологии, химии, керамики и материаловедения. Обслуживая клиентов со всего мира, CTLGroup имеет корпоративные офисы и лаборатории в Чикаго (Скоки, штат Иллинойс), Дохе (штат Катар), и консалтинговые офисы в Нью-Йорке, Остине (штат Техас), Брейдентон (штат Флорида) и Вашингтон (округ Колумбия).
Услуги для клиентов в Нью-Йорке, Мичигане и Северной Каролине предоставляются через CTL Engineers & Construction Technology Consultants.

## Описание
CTLGroup начала свою деятельность в 1916 году как научно-исследовательская лаборатория Портлендской цементной ассоциации (PCA), но вскоре переместилась в Чикаго. PCA была создана с целью развития использования портландцемента в строительстве, который в то время стал наиболее распространённым строительным материалом. Спрос на консалтинг с годами рос, и в конечном итоге он распространился на другие строительные материалы и инженерные вопросы.
В 1986 году CTLGroup стала независимой фирмой, предлагающей инженерные, испытательные и консультационные услуги. Первоначально известная как «Лаборатории строительных технологий», в 2005 году фирма изменила своё название на «CTLGroup», чтобы отразить тот факт, что она предоставляет как лабораторные услуги, так и услуги инженерного консультирования.
Проекты фирмы включают участие в строительстве башни Бурдж-Халифа, расследование обрушения Всемирного торгового центра и работы на мосту Стоункаттерс.
Ключевые сотрудники: Деннис Макканн (англ. Dennis M. McCann), доктор философии, директор, президент и главный операционный директор; Ричард Качковски (англ. Richard Kaczkowski), директор, юридический представитель, вице-президент; Дэвид Мизвицки (англ. David Mizwicki), финансовый директор. Всего в штате 105 сотрудников.

## История

### 1980-е годы
Когда CTLGroup впервые стала независимой дочерней компанией PCA в 1986 году, она расширила спектр услуг, не ограничиваясь только бетоном, и изменила свою лабораторию конструкций, включив в неё также испытания стальных конструкций.
В 1986 году НАСА предоставило CTLGroup 40 граммов лунного грунта, что стало крупнейшей передачей внеземного материала промышленному сектору. Специалисты CTLGroup, изучив физические свойства бетона, сделанного из лунного грунта, также известного как «лунаркрит» (англ. Lunarcrete) или «лунный бетон» (англ. mooncrete), задумали построить на Луне космические станции и другие сооружения с использованием лунного грунта. В их исследованиях лунный материал рассматривался как заменитель цемента, который в дальнейшем помог бы свести к минимуму поставки на Луну строительных материалов для конкретного проекта. Однако самым большим препятствием является то, что на Луне мало пригодного для использования водорода, и, следовательно, нет воды для изготовления бетона.

### 1990-е годы
CTLGroup провела оценку износа и рекомендаций по ремонту памятников в Вашингтоне (округ Колумбия), включая Мемориал Линкольну и Мемориал Джефферсону. По запросу Службы национальных парков компания также провела измерения перемещений гранитных панелей и разницы нагрева и охлаждения их температур, чтобы определить причину трещин в вертикальных гранитных панеляхМемориала ветеранов Вьетнама.
CTLGroup возглавила отрасль в области неразрушающего контроля, когда эксперт по неразрушающему контролю Аллен Дэвис (англ. Allen Davis) разработал и продвигал метод импульсной характеристики, испытание с волновым напряжением, используемое для оценки конкретных условий.
В 1995 году Джин Корли, «выдающийся эксперт по исследованию обрушений зданий и строительным нормам», возглавил исследование структурных характеристик федерального здания Альфреда П. Мурра в Оклахома-Сити после взрыва там бомбы. Он возглавил группу по оценке эффективности строительства (BPAT), в которую входило Американское общество инженеров-строителей, а также представители Федерального агентства по чрезвычайным ситуациям (FEMA), Инженерного корпуса армии США, Управления общих служб, и Национальный институт стандартов и технологий.

### 2000-е годы
CTLGroup предлагает высокоспециализированные испытания на ползучесть и усадку для сверхвысоких зданий.
Поскольку строительные объекты поднимаются выше 300 м (984 футов), что является минимумом для классификации сверхвысоких размеров, точные расчёты ползучести и усадки становятся абсолютно необходимыми. В бывшей лаборатории исследований и разработок были созданы важные теории и открытия такие как, например, эффект Пикетта (англ. Pickett Effect) и другие, связанные с ползучестью и усадкой.
CTLGroup была выбрана для выполнения большей части тестирования и консультирования по многочисленным проектам, включая такие как: Трамп-тауэр в Чикаго, Башня Аль-Хамра в Кувейте, Всемирный торговый центр 1 в Нью-Йорке; Пентоминиум в Дубае и там же самое высокое здание в мире — башня Бурдж-Халифа.
CTLGroup участвовала в разработке стандарта 189.1 ASHRAE / USGBC / IES для проектирования высокоэффективных экологичных зданий (с 2006 года) и ASHRAE 90.1 «Энергетический стандарт для зданий, кроме малоэтажных жилых домов» (с 1990 года).
В 2003 году CTLGroup завершила отмеченную наградами реставрацию Храма Единства Фрэнка Ллойда Райта, национального исторического памятника в Ок-Парке, штат Иллинойс. В 2008 году фирма продолжила работы по восстановлению консольной южной плиты крыши над святилищем храма.
В 2001 году Джин Корли из CTLGroup курировал первоначальное расследование FEMA и последующий отчёт об обрушении Всемирного торгового центра 11 сентября. Его команда обнаружила, что серьёзность разрушения в значительной степени была вызвана отсутствием противопожарной защиты в здании. Рекомендации по противопожарной защите конструкций, изложенные в отчёте Корли, были внедрены во всей отрасли.